# اف‌ام‌ای ای‌ئی‌سی.۱
اف‌ام‌ای ای‌ئی‌سی. ۱ FMA AeC.1 یک هواپیمای چندمنظوره سبک بود در سال ۱۹۳۱ در آرژانتین ساخته شد. این اولین هواپیمای با طراحی بومی بود که توسط فابریکا میلیتار دی آویونس (اف.ام. ای) طراحی و تولید شد. این یک هواپیمای تک بال و بال پایین، با پیکربندی متعارف بود که با ارابه فرود بود. همان‌طور که در ابتدا طراحی شده بود، کابین کاملاً محصور دارای سه صندلی بود، اما بعداً به دو صندلی کاهش یافت. صندلی مسافر را قابلیت این را داشت تا راحتی جدا شده و راه را برای استفاده از برانکارد تسهیل نموده، تا بتوان از هواپیما به عنوان آمبولانس هوایی استفاده نمود.

## مشخصات
ویژگی‌های عمومی
- خدمه: یک خلبان
- ظرفیت: ۲ مسافر
- طول: ۷٫۷۵ متر (۲۵ فوت ۵ اینچ)
- پهنای بال: ۱۲٫۰۰ متر (۳۹ فوت ۴ اینچ)
- ارتفاع: ۳٫۱۶ متر (۱۰ فوت ۴ اینچ)
- مساحت بال‌ها: ۱۶٫۹ متر مربع (۱۸۲ فوت مربع)
- وزن خالی: ۷۰۰ کیلوگرم (۱٬۵۴۰ پوند)
- وزن ناخالص: ۱٬۱۲۰ کیلوگرم (۲٬۴۷۰ پوند)
- پیشرانه: ۱ عدد  آرمسترانگ سیدلی مونوگوس، ۱۱۲ کیلووات (۱۵۰ اسب بخار)

عملکرد
- حداکثر سرعت: ۱۸۰ کیلومتر بر ساعت (۱۱۰ مایل بر ساعت، ۹۶ گره)
- بُرد: ۱٬۳۰۰ کیلومتر (۸۱۰ مایل، ۷۰۰ مایل دریایی)
- حداکثر ارتفاع: ۴٬۳۰۰ متر (۱۴٬۱۰۰ فوت)
- نرخ صعود: ۳٫۳ متر بر ثانیه (۶۶۰ فوت بر دقیقه)